# اگودراپ
اگودراپ (به هلندی: Agodorp) یک سکونتگاه مسکونی در هلند است که در Vlagtwedde واقع شده‌است.